# Транспорт в Сирии
Транспорт в Сирии представлен всеми видами. Автомобильные дороги асфальтированы почти повсеместно. Развитая железнодорожная сеть связывает крупные города страны и имеет соединения с соседними странами: Турцией, Ираком, Ливаном и Иорданией. В столице страны Дамаске, городах Алеппо и Латакия имеются международные аэропорты.

## Автомобильный транспорт
Протяжённость автомобильных дорог Сирии по данным 2010 года составляла 69 873 км, из них 63 060 км (то есть более 90 %) имели асфальтовое покрытие. Развитая сеть автомагистралей составляла 1 103 км, в том числе: 
- M1: Хомс — Латакия, проходит через Тартус, Банияс и Джаблу (174 км).
- M2: Дамаск — граница с Ливаном, проходит через Ас-Сабуру (38 км).
- M4: Латакия — Серакаб, проходит через Эриху и Джиср-аш-Шугур (120 км).
- M5: граница с Иорданией — Дамаск — Алеппо, также проходит через Дараа, Эль-Набк, Хомс и Хаму (474 км). Основная магистраль Сирии.

Основные магистрали Сирии расположены в густонаселённых территориях на западе страны. В восточных, малонаселённых регионах, дороги развиты меньше и, как правило, представляют собой простые двухполосные трассы.

## Железнодорожный транспорт
По состоянию на 2014 год Сирия располагала 2 052 км железных дорог, в том числе 1 801 км — с европейской колеёй (1435 мм) и 251 км узкоколейных дорог (1050 мм). Узкоколейная дорога досталась Сирии в наследство от Османской империи: один её участок соединял Бейрут и Дамаск, другой является частью Хиджазской железной дороги из Дамаска в Медину. Дороги не электрифицированы.
Основные железнодорожные маршруты:
- граница Турции — Алеппо — Хама — Хомс — Дамаск — Даръа — граница Иордании;
- Латакия — Алеппо — Эр-Ракка — Дайр-эз-Заур — Эль-Хасака — Эль-Камышлы — граница с Ираком.

Железные дороги с европейской колеёй находятся в управлении государственной компании «Сирийские железные дороги» (араб. المؤسسة العامة للخطوط الحديدية‎, фр. Chemins de Fer Syriens, англ. Syrian Railways). Узкоколейный участок Хиджазской железной дороги обслуживается компанией «Сирийская Хиджазская железная дорога».

## Водный транспорт

### Порты
Сирия имеет несколько морских портов на Средиземном море. Основными являются:
- Банияс;
- Латакия;
- Тартус.

### Торговый флот
По данным 2010 года, торговый флот Сирии насчитывал 16 судов, в том числе:
- 4 балкера;
- 14 грузовых судов;
- 1 ролкер.

166 судов, принадлежащих сирийским компаниям, зарегистрированы в других странах.

### Речные пути
Основной водной артерией Сирии является Евфрат. По состоянию на 2011 год Сирия располагала 900 км водных путей, однако большого экономического значения они не имеют.

## Воздушный транспорт
По данным 2013 года Сирия располагала 90 аэропортами, в том числе 29 аэропортов имели бетонное покрытие. Три сирийских аэропорта являются международными:
- аэропорт Алеппо (ИАТА: ALB, ИКАО: OSAP);
- аэропорт Дамаска (ИАТА: DAM, ИКАО: OSDI) — крупнейший аэропорт страны;
- Басиль Аль-Асад (Латакия, ИАТА: OTK, ИКАО: OSLK).

Национальным авиаперевозчиком Сирии является государственная компания Syrian Arab Airlines.

## Трубопроводный транспорт
По данным 2013 года Сирия располагала 3 170 км газопроводов и 2 029 км нефтепроводов.

## Внешние ссылки
- На Викискладе есть медиафайлы по теме Транспорт в Сирии